# Catocala grisescens
Catocala grisescens är en fjärilsart som beskrevs av Hans-Joachim Hannemann. Catocala grisescens ingår i släktet Catocala och familjen nattflyn. Inga underarter finns listade i Catalogue of Life.